# Валфенера
Валфенѐра (на италиански: Valfenera; на пиемонтски: Valfnera, Валфънера) е малко градче и община в Северна Италия, провинция Асти, регион Пиемонт. Разположено е на 282 m надморска височина. Населението на общината е 2533 души (към 2010 г.).